# 尾上榮三郎 (8代目)
八代目 尾上榮三郎（はちだいめ おのえ えいざぶろう、1924年（大正13年） - 1945年（昭和20年）12月10日）は歌舞伎役者。屋号は音羽屋、定紋は重ね扇に抱き柏、替紋は四ツ輪。本名は寺島 禧一（てらじま きいち）。

## 来歴・人物
1924年（大正13年）、東京府東京市に生まれた。父は七代目尾上榮三郎。祖父に六代目尾上梅幸、叔父に尾上泰次郎がいる。
父とは2歳で死別。臨終の際には、父から後を頼むと言われた。1929年（昭和4年）6月に帝国劇場にて八代目尾上榮三郎を襲名した。
日中戦争に従軍し、戦後も国共内戦に従軍していたが、1945年12月10日に中国大陸で戦病死した。21歳没。
父、自身と立て続けに夭折し、尾上榮三郎の名跡は、その後誰も襲名していない。